# Burgstall Ramberg
Der Burgstall Ramberg, auch Randenberg genannt, ist eine abgegangene Gipfelburg auf der Bergkuppe des Ramberges über dem Auerbachtal. Er liegt rund 1560 Meter nordnordöstlich der katholischen Filialkirche St. Peter und Paul des Ortsteils Fuhrn der Stadt Neunburg vorm Wald im Landkreis Schwandorf in Bayern. Erhalten hat sich von der Anlage nur ein Ringwall sowie ein Ringgraben, die Stelle ist als Bodendenkmal Nummer D-3-6639-0015: Mittelalterlicher Burgstall geschützt.

## Geschichte
Vermutlich war die Burg, von der nur wenig Daten gesichert sind, Sitz der Adelsfamilie Vurdoner oder Vurdenar. 1265 bis 1268 wird ein Heinrich Vurdenar als Lehensmann der Grafen von Ortenburg-Murach als Besitzer genannt und etwa 1270 wird im Urbar ein Castrum Randenberch genannt. Von 1344 bis 1444 ist die Burg im Besitz oder Teilbesitz der Familie Zenger.

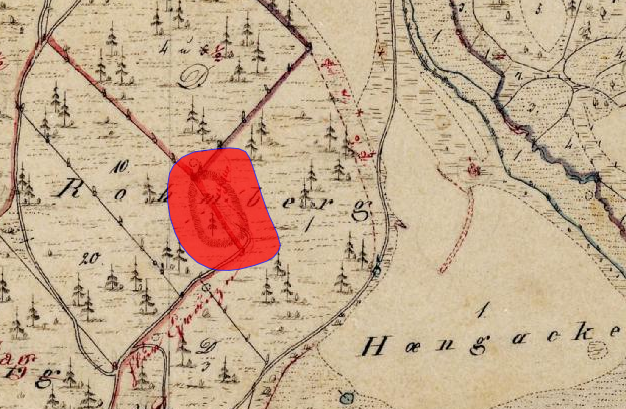
Lageplan des Burgstalls Ramberg auf dem Urkataster von Bayern

## Beschreibung
Die Burgstelle befindet sich auf der bis zu 513 m ü. NN hohen, bewaldeten Bergkuppe des Ramsberges, die bis auf die Südsüdwestseite steil in die Täler des Auerbaches im Osten und in die des Kanauerbaches im Norden und Westen abfällt. Nach Südsüdwesten schließt sich dieser Bergkuppe ein wenige Höhenmeter tiefer liegender Sattel an, dem wiederum die 509 m ü. NN Kuppe einer baumfreien Hochfläche folgt. Die bis zu 46 Meter lange und bis zu 25 Meter breite, plateauförmige Kuppe wird ringsum von einem ovalen Ringwall umzogen. Dieser etwa acht Meter unterhalb der Plateaufläche liegende Wall ist noch rund zwei Meter hoch erhalten, an seiner Innenseite folgt ihm ein Ringgraben. An der Innenseite des Ringgrabens waren 1975 noch Reste einer Ringmauer sichtbar, heute sind bis auf zwei runde, trichterförmige Mulden an den jeweiligen Schmalseiten des Burgplateaus keine Bebauungsspuren erhalten.